# Calliope Range
Calliope Range är ett berg i Kanada.   Det ligger i Regional District of Mount Waddington och provinsen British Columbia, i den sydvästra delen av landet, 3 800 km väster om huvudstaden Ottawa. Toppen på Calliope Range är 208 meter över havet, eller 1 meter över den omgivande terrängen. Bredden vid basen är 0,12 km. Calliope Range ligger på ön Broughton Island.
Terrängen runt Calliope Range är kuperad norrut, men söderut är den platt. Havet är nära Calliope Range åt sydväst. Trakten är glest befolkad. 